# Indy Racing League 2001
Indy Racing League 2001 kördes över 13 race, med den 22-årige sensationen Sam Hornish Jr. som mästare.

## Delsegrare
| Datum       | Bana             | Vinnare           | Team                 | Rapport |
| ----------- | ---------------- | ----------------- | -------------------- | ------- |
| 18 mars     | Phoenix          | Sam Hornish Jr.   | Panther Racing       | *       |
| 8 april     | Homestead        | Sam Hornish Jr.   | Panther Racing       | *       |
| 29 april    | Atlanta          | Greg Ray          | Team Menard          | *       |
| 27 maj      | Indianapolis 500 | Hélio Castroneves | Marlboro Team Penske | *       |
| 9 juni      | Texas            | Scott Sharp       | Kelley Racing        | *       |
| 17 juni     | Pikes Peak       | Buddy Lazier      | Hemelgarn Racing     | *       |
| 30 juni     | Richmond         | Buddy Lazier      | Hemelgarn Racing     | *       |
| 8 juli      | Kansas           | Eddie Cheever     | Cheever Racing       | *       |
| 21 juli     | Nashville        | Buddy Lazier      | Hemelgarn Racing     | *       |
| 12 augusti  | Kentucky         | Buddy Lazier      | Hemelgarn Racing     | *       |
| 26 augusti  | Gateway          | Al Unser Jr.      | Galles Racing        | *       |
| 2 september | Chicagoland      | Jaques Lazier     | Team Menard          | *       |
| 6 oktober   | Texas            | Sam Hornish Jr.   | Panther Racing       | *       |

### Phoenix
| Plats | Förare          | Team                    |
| ----- | --------------- | ----------------------- |
| 1     | Sam Hornish Jr. | Panther Racing          |
| 2     | Eliseo Salazar  | A.J. Foyt Enterprises   |
| 3     | Buddy Lazier    | Hemelgarn Racing        |
| 4     | Scott Sharp     | Kelley Racing           |
| 5     | Billy Boat      | Beck Motorsports        |
| 6     | Felipe Giaffone | Treadway/Hubbard Racing |
| 7     | Jeff Ward       | Heritage Motorsports    |
| 8     | Robby McGehee   | Cahill Racing           |
| 9     | Buzz Calkins    | Bradley Motorsports     |
| 10    | Airton Daré     | TeamXtreme Racing       |

### Homestead
| Plats | Förare          | Team                    |
| ----- | --------------- | ----------------------- |
| 1     | Sam Hornish Jr. | Panther Racing          |
| 2     | Sarah Fisher    | Walker Racing           |
| 3     | Eliseo Salazar  | A.J. Foyt Enterprises   |
| 4     | Felipe Giaffone | Treadway/Hubbard Racing |
| 5     | Jeff Ward       | Heritage Motorsports    |
| 6     | Al Unser Jr.    | Galles Racing           |
| 7     | Mark Dismore    | Kelley Racing           |
| 8     | Scott Sharp     | Kelley Racing           |
| 9     | Eddie Cheever   | Cheever Racing          |
| 10    | Didier André    | Galles Racing           |

### Atlanta
| Plats | Förare           | Team                     |
| ----- | ---------------- | ------------------------ |
| 1     | Greg Ray         | Team Menard              |
| 2     | Scott Sharp      | Kelley Racing            |
| 3     | Buzz Calkins     | Bradley Motorsports      |
| 4     | Sam Hornish Jr.  | Panther Racing           |
| 5     | Eliseo Salazar   | A.J. Foyt Enterprises    |
| 6     | Buddy Lazier     | Hemelgarn Racing         |
| 7     | Jeff Ward        | Heritage Motorsports     |
| 8     | Shigeaki Hattori | Vertex-Cunningham Racing |
| 9     | Airton Daré      | TeamXtreme Racing        |
| 10    | Felipe Giaffone  | Treadway/Hubbard Racing  |

### Indianapolis 500
| Plats | Förare            | Team                    |
| ----- | ----------------- | ----------------------- |
| 1     | Hélio Castroneves | Marlboro Team Penske    |
| 2     | Gil de Ferran     | Marlboro Team Penske    |
| 3     | Michael Andretti  | Team Motorola           |
| 4     | Jimmy Vasser      | Chip Ganassi Racing     |
| 5     | Bruno Junqueira   | Chip Ganassi Racing     |
| 6     | Tony Stewart      | Chip Ganassi Racing     |
| 7     | Eliseo Salazar    | A.J. Foyt Enterprises   |
| 8     | Airton Daré       | TeamXtreme Racing       |
| 9     | Billy Boat        | Beck Motorsports        |
| 10    | Felipe Giaffone   | Treadway/Hubbard Racing |

### Texas
| Plats | Förare           | Team                     |
| ----- | ---------------- | ------------------------ |
| 1     | Scott Sharp      | Kelley Racing            |
| 2     | Felipe Giaffone  | Treadway/Hubbard Racing  |
| 3     | Sam Hornish Jr.  | Panther Racing           |
| 4     | Buddy Lazier     | Hemelgarn Racing         |
| 5     | Billy Boat       | Beck Motorsports         |
| 6     | Donnie Beechler  | A.J. Foyt Enterprises    |
| 7     | Eliseo Salazar   | A.J. Foyt Enterprises    |
| 8     | Al Unser Jr.     | Galles Racing            |
| 9     | Jaques Lazier    | TeamXtreme Racing        |
| 10    | Shigeaki Hattori | Vertex-Cunningham Racing |

### Pikes Peak
| Plats | Förare          | Team                     |
| ----- | --------------- | ------------------------ |
| 1     | Buddy Lazier    | Hemelgarn Racing         |
| 2     | Sam Hornish Jr. | Panther Racing           |
| 3     | Robbie Buhl     | Dreyer & Reinbold Racing |
| 4     | Billy Boat      | Beck Motorsports         |
| 5     | Airton Daré     | TeamXtreme Racing        |
| 6     | Eddie Cheever   | Cheever Racing           |
| 7     | Felipe Giaffone | Treadway/Hubbard Racing  |
| 8     | Scott Sharp     | Kelley Racing            |
| 9     | Richie Hearn    | Sam Schmidt Motorsports  |
| 10    | Sarah Fisher    | Walker Racing            |

### Richmond
| Plats | Förare          | Team                     |
| ----- | --------------- | ------------------------ |
| 1     | Buddy Lazier    | Hemelgarn Racing         |
| 2     | Sam Hornish Jr. | Panther Racing           |
| 3     | Al Unser Jr.    | Galles Racing            |
| 4     | Didier André    | Galles Racing            |
| 5     | Scott Sharp     | Kelley Racing            |
| 6     | Mark Dismore    | Kelley Racing            |
| 7     | Donnie Beechler | A.J. Foyt Enterprises    |
| 8     | Jeff Ward       | Heritage Motorsports     |
| 9     | Robbie Buhl     | Dreyer & Reinbold Racing |
| 10    | Buzz Calkins    | Bradley Motorsports      |

### Kansas
| Plats | Förare           | Team                     |
| ----- | ---------------- | ------------------------ |
| 1     | Eddie Cheever    | Cheever Racing           |
| 2     | Sam Hornish Jr.  | Panther Racing           |
| 3     | Donnie Beechler  | A.J. Foyt Enterprises    |
| 4     | Felipe Giaffone  | Treadway/Hubbard Racing  |
| 5     | Buddy Lazier     | Hemelgarn Racing         |
| 6     | Airton Daré      | TeamXtreme Racing        |
| 7     | Eliseo Salazar   | A.J. Foyt Enterprises    |
| 8     | Shigeaki Hattori | Vertex-Cunningham Racing |
| 9     | Billy Boat       | Beck Motorsports         |
| 10    | Robby McGehee    | Cahill Racing            |

### Nashville
| Plats | Förare           | Team                     |
| ----- | ---------------- | ------------------------ |
| 1     | Buddy Lazier     | Hemelgarn Racing         |
| 2     | Billy Boat       | Beck Motorsports         |
| 3     | Jaques Lazier    | Sam Schmidt Motorsports  |
| 4     | Robby McGehee    | Cahill Racing            |
| 5     | Scott Sharp      | Kelley Racing            |
| 6     | Sam Hornish Jr.  | Panther Racing           |
| 7     | Shigeaki Hattori | Vertex-Cunningham Racing |
| 8     | Felipe Giaffone  | Treadway/Hubbard Racing  |
| 9     | Buzz Calkins     | Bradley Motorsports      |
| 10    | Donnie Beechler  | A.J. Foyt Enterprises    |

### Kentucky
| Plats | Förare           | Team                     |
| ----- | ---------------- | ------------------------ |
| 1     | Buddy Lazier     | Hemelgarn Racing         |
| 2     | Scott Sharp      | Kelley Racing            |
| 3     | Sam Hornish Jr.  | Panther Racing           |
| 4     | Al Unser Jr.     | Galles Racing            |
| 5     | Donnie Beechler  | A.J. Foyt Enterprises    |
| 6     | Billy Boat       | Beck Motorsports         |
| 7     | Shigeaki Hattori | Vertex-Cunningham Racing |
| 8     | Felipe Giaffone  | Treadway/Hubbard Racing  |
| 9     | Robbie Buhl      | Dreyer & Reinbold Racing |
| 10    | Jeff Ward        | Heritage Motorsports     |

### Gateway
| Plats | Förare          | Team                     |
| ----- | --------------- | ------------------------ |
| 1     | Al Unser Jr.    | Galles Racing            |
| 2     | Mark Dismore    | Kelley Racing            |
| 3     | Sam Hornish Jr. | Panther Racing           |
| 4     | Eddie Cheever   | Cheever Racing           |
| 5     | Robbie Buhl     | Dreyer & Reinbold Racing |
| 6     | Billy Boat      | Beck Motorsports         |
| 7     | Jeff Ward       | Heritage Motorsports     |
| 8     | Scott Sharp     | Kelley Racing            |
| 9     | Airton Daré     | TeamXtreme Racing        |
| 10    | Robby McGehee   | Cahill Racing            |

### Chicagoland
| Plats | Förare          | Team                    |
| ----- | --------------- | ----------------------- |
| 1     | Jaques Lazier   | Team Menard             |
| 2     | Sam Hornish Jr. | Panther Racing          |
| 3     | Eddie Cheever   | Cheever Racing          |
| 4     | Jeff Ward       | Heritage Motorsports    |
| 5     | Donnie Beechler | A.J. Foyt Enterprises   |
| 6     | Richie Hearn    | Sam Schmidt Motorsports |
| 7     | Laurent Redon   | Conquest Racing         |
| 8     | Al Unser Jr.    | Galles Racing           |
| 9     | Buzz Calkins    | Bradley Motorsports     |
| 10    | Felipe Giaffone | Treadway/Hubbard Racing |

### Texas
| Plats | Förare          | Team                     |
| ----- | --------------- | ------------------------ |
| 1     | Sam Hornish Jr. | Panther Racing           |
| 2     | Scott Sharp     | Kelley Racing            |
| 3     | Robbie Buhl     | Dreyer & Reinbold Racing |
| 4     | Eliseo Salazar  | A.J. Foyt Enterprises    |
| 5     | Rick Treadway   | Treadway/Hubbard Racing  |
| 6     | Al Unser Jr.    | Galles Racing            |
| 7     | Airton Daré     | TeamXtreme Racing        |
| 8     | Greg Ray        | A.J. Foyt Enterprises    |
| 9     | Jon Herb        | PDM Racing               |
| 10    | Buzz Calkins    | Bradley Motorsports      |

## Slutställning
| Plats | Förare           | Team                                                                   | Poäng |
| ----- | ---------------- | ---------------------------------------------------------------------- | ----- |
| 1     | Sam Hornish Jr.  | Panther Racing                                                         | 503   |
| 2     | Buddy Lazier     | Hemelgarn Racing                                                       | 398   |
| 3     | Scott Sharp      | Kelley Racing                                                          | 355   |
| 4     | Billy Boat       | Beck Motorsports                                                       | 313   |
| 5     | Eliseo Salazar   | A.J. Foyt Enterprises                                                  | 308   |
| 6     | Felipe Giaffone  | Treadway/Hubbard Racing                                                | 304   |
| 7     | Al Unser Jr.     | Galles Racing                                                          | 287   |
| 8     | Eddie Cheever    | Cheever Racing                                                         | 261   |
| 9     | Buzz Calkins     | Bradley Motorsports                                                    | 242   |
| 10    | Airton Daré      | TeamXtreme Racing                                                      | 239   |
| 11    | Jeff Ward        | Heritage Motorsports                                                   | 238   |
| 12    | Robbie Buhl      | Dreyer & Reinbold Racing                                               | 237   |
| 13    | Shigeaki Hattori | Vertex-Cunningham Racing                                               | 215   |
| 14    | Mark Dismore     | Kelley Racing                                                          | 205   |
| 15    | Donnie Beechler  | A.J. Foyt Enterprises                                                  | 204   |
| 16    | Robby McGehee    | Cahill Racing                                                          | 196   |
| 17    | Jaques Lazier    | TeamXtreme Racing Sam Schmidt Motorsports Team Menard Byrd Motorsports | 195   |
| 18    | Greg Ray         | Team Menard A.J. Foyt Enterprises                                      | 193   |
| 19    | Sarah Fisher     | Walker Racing                                                          | 188   |
| 20    | Didier André     | Galles Racing                                                          | 188   |